# Апалачикола (река)

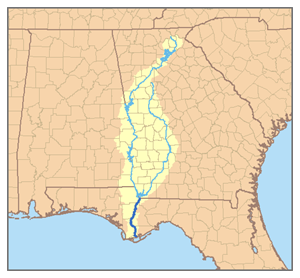
Бассейн рек Чаттахучи и Флинт

Апалачико́ла (англ. Apalachicola) — река в США, в штате Флорида.
Исток реки находится в месте слияния рек Чаттахучи и Флинт на границе штата, далее Апалачикола протекает в южном направлении, впадая в одноимённый залив, являющийся частью Мексиканского залива.
Длина реки оценивается от 155 до 180 км, если считать от истока Чаттахучи, то более 800 км. Питание реки дождевое. Судоходство действует на всём протяжении.
Река известна также тем, что к востоку и западу от неё находятся разные часовые пояса (UTC-5 и UTC-6), несмотря на небольшую площадь Флориды. На восточном берегу реки растёт редчайший вид — тис флоридский, его ареал составляет всего 10 км². Это единственное место его естественного обитания.